# Liberi di giocare
Liberi di giocare è una miniserie televisiva in due puntate trasmessa nel 2007 su Rai 1 in prima serata. La regia è di Francesco Miccichè. La miniserie racconta le vicissitudini di una squadra di calcio di detenuti che si trovano nel carcere di Pesaro. È liberamente ispirata ad una storia vera.

## Trama
È la storia di due fratelli legati da una grande rivalità che dalle mura familiari si era trasferita al campo di calcio. Da adulti uno dei due fratelli diventa calciatore professionista (Pierfrancesco Favino) e poi allenatore affermato mentre il secondo, coinvolto in affari di droga e in un omicidio viene processato e messo in carcere (Edoardo Leo). Il destino vuole che proprio in quel carcere i detenuti formino una piccola squadra di calcio sostenuta e voluta dalla direttrice (Isabella Ferrari). Per poter seguire il fratello da vicino l'ex calciatore decide di allenare questa squadra che porterà poi alla vittoria del campionato di terza categoria a cui la squadra è iscritta. Il riavvicinamento tra i due fratelli è tutt'altro che facile e lo stesso allenatore viene accusato di spacciare droga all'interno del carcere, accusa che si rivelerà poi infondata. Il fratello detenuto riesce a disintossicarsi dalla droga di cui era schiavo e riesce a riallacciare i rapporti con la sua adorata figlia. Tutto si conclude col chiarimento tra i due fratelli e mentre il detenuto continua a scontare la sua pena l'allenatore inizia una relazione sentimentale con la direttrice del carcere.